# Гнилица (Краснопольский район)
Гнилица (укр. Гнилиця) — село,
Сенновский сельский совет,
Краснопольский район,
Сумская область,
Украина.
Код КОАТУУ — 5922385803. Население по переписи 2001 года составляло 81 человек .

## Географическое положение
Село Гнилица находится на берегу безымянного ручья, который через 3 км впадает в реку Рыбица.
Село окружено большим лесным массивом (дуб).
На расстоянии в 3 км расположены сёла Сенное и Осоевка.